# Adriana Vigneri
Adriana Vigneri (Treviso, 9 gennaio 1939) è una politica italiana.

## Biografia
Laureata in giurisprudenza, diviene avvocato e docente di diritto pubblico presso l'Università Ca' Foscari Venezia. Entra per la prima volta in parlamento nel 1992, come deputata del PDS, e vi rimarrà fino al 2001 per tre legislature consecutive.

### Incarichi parlamentari
Ha fatto parte dei seguenti organi parlamentari: Giunta per le autorizzazioni a procedere, commissione Affari costituzionali e del Comitato parlamentare per i procedimenti di accusa.

### Sottosegretario di Stato
Nel maggio 1996 viene nominata sottosegretario di Stato dell'Interno nel governo di Romano Prodi. Incarico ricoperto anche nel primo governo di Massimo D'Alema. Il 30 dicembre 1999 viene nominata, nel governo D'Alema II, sottosegretario di Stato alla Presidenza del Consiglio dei Ministri.

## Opere
- Servizi e interventi pubblici locali, Santarcangelo di Romagna, Maggioli Editore, 2004, ISBN 9788838721045.
- I servizi pubblici locali tra riforma e referendum, Santarcangelo di Romagna, Maggioli Editore, 2011, ISBN 9788838766787. (coautore Claudio De Vincenti)[3].